# Sigrid Göhler
Sigrid Göhler (* 8. November 1942 in Freiberg) ist eine deutsche Schauspielerin.

## Leben
Nach ihrer Schauspielausbildung an der Babelsberger Filmhochschule erhielt Göhler Rollen an Theatern in Brandenburg (Havel) und Halle/Saale sowie auch beim DEFA-Film. Gegen Ende der 1960er-Jahre war sie in Ost-Berlin überwiegend mit Fernseh- und Synchronarbeiten freischaffend tätig. Daneben trat sie im Fernsehtheater Moritzburg auf.
Bekanntheit erlangte sie vor allem mit der Rolle des Polizeileutnants Vera Arndt in der Krimireihe Polizeiruf 110 des DDR-Fernsehens, wo sie als eine der ersten Kriminalistinnen des deutschen Fernsehens zu den Ermittlern gehörte und in 48 Folgen von 1971 bis 1983 zum Einsatz kam. Nach weiteren TV-Produktionen in den 1980er-Jahren spielte sie Theater in Senftenberg und in Schwedt. Danach gab sie den Schauspielberuf auf. Einen Gastauftritt hatte sie im Jahr 2001 als Frau Raven in der Polizeiruf-Folge Kurschatten, einer Jubiläumsausgabe, die 30 Jahre nach Ausstrahlung der ersten Folge gesendet wurde. Göhler wirkte als Schauspielerin vor der Kamera von 1961 bis 2001 in über 20 Film-und-Fernsehproduktionen mit. Sie war zeitweise als Tierheilpraktikerin und später als Casting-Agentin für die Saxonia Media Filmproduktion tätig.
Sigrid Göhler wohnt seit 2007 in Kolberg in Brandenburg, bis zu dessen Tod am 11. Juni 2022 zusammen mit ihrem Mann, dem Schauspieler Peter Reusse. Aus der Ehe gingen die Tochter Bettina Reusse und der Sohn Sebastian Reusse hervor. Dieser sowie die Enkelin Linn Reusse, Tochter von Bettina Reusse, sind ebenfalls als Schauspieler tätig.

## Filmografie
- 1961: Das Rabauken-Kabarett
- 1961: Das Märchenschloß
- 1962: Altweibersommer
- 1962: Die Nacht an der Autobahn
- 1963: Verliebt und vorbestraft
- 1963: Jetzt und in der Stunde meines Todes
- 1963: Drei Kriege – 1. Teil: Tauroggen
- 1964: Egon und das achte Weltwunder
- 1966: Es begann im Regen (Fernsehtheater Moritzburg)
- 1966: Der Neffe als Onkel (Fernsehtheater Moritzburg)
- 1968: Charleys neueste Tante (Fernsehtheater Moritzburg)
- 1968: Rote Bergsteiger (TV-Miniserie)
- 1968: Die Dienstfahrt
- 1968: Die Toten bleiben jung
- 1969: Minna von Barnhelm oder Das Soldatenglück
- 1969: Hans Beimler, Kamerad (TV-Mehrteiler)
- 1971: Der Sonne Glut
- 1971–1983: Polizeiruf 110 (Fernsehreihe, 48 Folgen)
- 1972: Gefährliche Reise (TV-Sechsteiler)
- 1974: Warum kann ich nicht artig sein?
- 1974/2011: Polizeiruf 110: Im Alter von …
- 1979: Die Ringe aus Zinn
- 1979: Herbstzeit
- 1981: Kein Tag ist wie der andere
- 1981: Schauspielereien – Die Liebe höret nimmer auf
- 1982: Endlich fliegen
- 1984: Mensch, Oma! (Fernsehserie, 2 Folgen)
- 2001: Polizeiruf 110: Kurschatten (Fernsehreihe)

## Theater
- 1969: Klaus Wolf: Lagerfeuer (Frau Kramer) – Regie: Peter Kupke (Hans Otto Theater Potsdam)

## Hörspiele
- 1970: Hans Christian Andersen: Das häßliche Entlein (Entenmutter) – Regie: Dieter Scharfenberg (Kinderhörspiel – Litera)